# Von Ryan's Express
Von Ryan's Express (en España, El coronel Von Ryan; en Hispanoamérica, El expreso de Von Ryan) es una película estadounidense del género bélico, dirigida por Mark Robson en 1965 y con la actuación de Frank Sinatra, Trevor Howard y Raffaella Carrà.
La película, estrenada el 23 de junio de 1965 en los EE. UU., narra las peripecias de un grupo de soldados ingleses y americanos que intentan abandonar Italia tras haber escapado de un campo de prisioneros durante la Segunda Guerra Mundial, siendo liderados por el coronel americano Joseph L. Ryan, interpretado por Frank Sinatra. La mayor parte de la película transcurre en un tren que se desplaza a través de Italia hacia Suiza. Esta cinematográfica llena de acción, basada en una novela de David Westheimer, presenta a Sinatra en una de las interpretaciones más imponentes de su carrera. Está respaldado de manera notable por Trevor Howard y el veterano director Mark Robson, quien construye la tensión que culmina en la escena climática en los Alpes.

## Argumento
La película comienza en un campo de prisioneros de guerra en Italia en 1943. Aunque la derrota de Italia parece inminente, esto solo genera confusión entre los prisioneros británicos y estadounidenses. Maltratados por un comandante corrupto (Adolfo Celi), los hombres protestan y resisten lo mejor que pueden bajo el liderazgo del mayor británico Eric Fincham (Trevor Howard). El equilibrio de poder en el campamento cambia con la llegada del coronel estadounidense Joseph L. Ryan (Sinatra), quien se convierte en el oficial al mando. Ryan es sumamente impopular, ganándose el apodo de "von Ryan" por su aparente disposición a obedecer a los captores alemanes. En un momento, revela la existencia de un plan de escape con el fin de obtener suministros médicos necesarios para los prisioneros. Cuando el comandante lo traiciona, el resentimiento hacia Ryan se convierte en odio. Sin embargo, con el colapso de las fuerzas italianas, Ryan idea un audaz plan para secuestrar un tren alemán y llevar a los prisioneros a un lugar seguro en Suiza. El elaborado y peligroso plan resulta en una implacable persecución por parte de las fuerzas alemanas. Finalmente, los prisioneros logran llegar a Suiza, aunque no antes de que Ryan sea fatalmente herido de un disparo.

## Curiosidades
- Primera película de Hollywood en la que apareció Raffaella Carrà.
- Ocupó el lugar 89 dentro de las "100 películas de guerra más grandes de todos los tiempos", según una votación hecha entre el público por el canal 4 del Reino Unido, en el año 2005.
- Quedó en noveno lugar entre las diez películas más populares de Frank Sinatra en una lista hecha por el programa norteamericano Hollywood's Top Ten, transmitido por el canal TCM en Hispanoamérica, sobre la base de las votaciones hechas por el público a través de internet.
- Algunas de sus escenas se rodaron en los espectaculares parajes del Desfiladero de los Gaitanes a El Chorro en Málaga, España.
- Uno de los rodajes que más ríos de tinta ha provocado en la historia de Málaga y el cine. La causa fue su protagonista, la estrella de Hollywood Frank Sinatra, que en principio no tenía previsto pasar por Málaga, ya que se alojó en un hotel de la Costa del Sol y rodaba en El Chorro. Pero un incidente del actor con una chica y un fotógrafo en el hotel Pez Espada, acabó con Sinatra detenido y conducido a la comisaría de la capital. Concretamente al entonces edificio del Gobierno Civil, también conocido como Palacio de la Aduana y que hoy alberga el Museo de Málaga. El famoso actor estuvo detenido en este palacio, de donde salió tras pagar una multa de 25.000 pesetas por desacato a la autoridad. El equipo de la película llevó al actor directamente al aeropuerto de Málaga, de donde tomó un vuelo en dirección a París. La detención de la estrella dio la vuelta al mundo.
- Fue candidata a un Premio Óscar, en la categoría de "Mejores Efectos Especiales", en la edición de 1966.

## Reparto
- Frank Sinatra (Coronel Joseph L. Ryan)
- Trevor Howard (Mayor Eric Fincham)
- Raffaella Carra (Gabriella)
- Brad Dexter (Sargento Bostick)
- Edward Mulhare (Costanzo)